# Julian Leow Beng Kim
Julian Leow Beng Kim (Seremban, 3 gennaio 1964) è un arcivescovo cattolico malese, dal 3 luglio 2014 4º arcivescovo metropolita di Kuala Lumpur.

## Biografia
Julian Leow Beng Kim è nato il 3 gennaio 1964 a Seremban, capitale dello Stato Federato del Negeri Sembilan, in Malaysia.

### Formazione e ministero sacerdotale
Ha compiuto gli studi primari e quelli secondari presso il Saint Paul's Institute nella città natale, per poi iscriversi alla University of New South Wales, in Australia, dove ha conseguito un baccalaureato in costruzione nel 1989. Dopo aver passato tre anni nel settore privato, ha scelto di seguire la sua vocazione sacerdotale, passando i successivi sette anni a studiare presso il Collegio del Seminario Maggiore di Penang.
È stato ordinato presbitero il 20 aprile 2002.
È stato poi assegnato come assistente nella parrocchia della Visitazione della sua città natale, svolgendo questo ruolo per un biennio, per poi essere nominato parroco nella chiesa della Sacra Famiglia a Kajang, dove è rimasto fino al 2007. Successivamente, si è trasferito per breve tempo a Roma, dove ha studiato presso la Pontificia Università Gregoriana ottenendo una licenza in storia della Chiesa. Nel 2010 è ritornato in patria, svolgendo l'incarico di formatore e decano del Seminario di Penang fino alla sua promozione all'episcopato.

### Ministero episcopale
Il 3 luglio 2014 papa Francesco lo ha nominato 4º arcivescovo metropolita di Kuala Lumpur, dopo aver accettato le dimissioni di monsignor Murphy Nicholas Xavier Pakiam. Ha ricevuto la consacrazione episcopale il 6 ottobre successivo, nella cattedrale di San Giovanni, per mano di monsignor John Ha Tiong Hock, arcivescovo metropolita di Kuching, assistito dai due arcivescovi emeriti di Kuala Lumpur monsignor Pakiam e monsignor Anthony Soter Fernandez. Nella stessa cerimonia ha preso possesso dell'arcidiocesi.
Dal 1º settembre 2023 è presidente della Conferenza dei vescovi cattolici di Malaysia, Singapore e Brunei.

## Genealogia episcopale
La genealogia episcopale è:
- Cardinale Scipione Rebiba
- Cardinale Giulio Antonio Santori
- Cardinale Girolamo Bernerio, O.P.
- Arcivescovo Galeazzo Sanvitale
- Cardinale Ludovico Ludovisi
- Cardinale Luigi Caetani
- Cardinale Ulderico Carpegna
- Cardinale Paluzzo Paluzzi Altieri degli Albertoni
- Papa Benedetto XIII
- Papa Benedetto XIV
- Papa Clemente XIII
- Cardinale Marcantonio Colonna
- Cardinale Giacinto Sigismondo Gerdil, B.
- Cardinale Giulio Maria della Somaglia
- Cardinale Carlo Odescalchi, S.I.
- Vescovo Eugène de Mazenod, O.M.I.
- Cardinale Joseph Hippolyte Guibert, O.M.I.
- Cardinale François-Marie-Benjamin Richard de la Vergne
- Cardinale Pietro Gasparri
- Cardinale Paolo Giobbe
- Arcivescovo Johannes Petrus Huibers
- Vescovo James Buis, M.H.M.
- Arcivescovo Peter Chung Hoan Ting
- Arcivescovo John Ha Tiong Hock
- Arcivescovo Julian Leow Beng Kim